# Phyllanthus carnosulus
Phyllanthus carnosulus är en emblikaväxtart som beskrevs av Johannes Müller Argoviensis. Phyllanthus carnosulus ingår i släktet Phyllanthus och familjen emblikaväxter. Inga underarter finns listade i Catalogue of Life.